# 温泉镇 (绥阳县)
温泉镇，是中华人民共和国贵州省遵义市绥阳县下辖的一个乡镇级行政单位。

## 行政区划
温泉镇下辖以下地区：
双河村、公平村、温泉村、华光村、募阳村、南坪村和洪骆村。